# 雑草

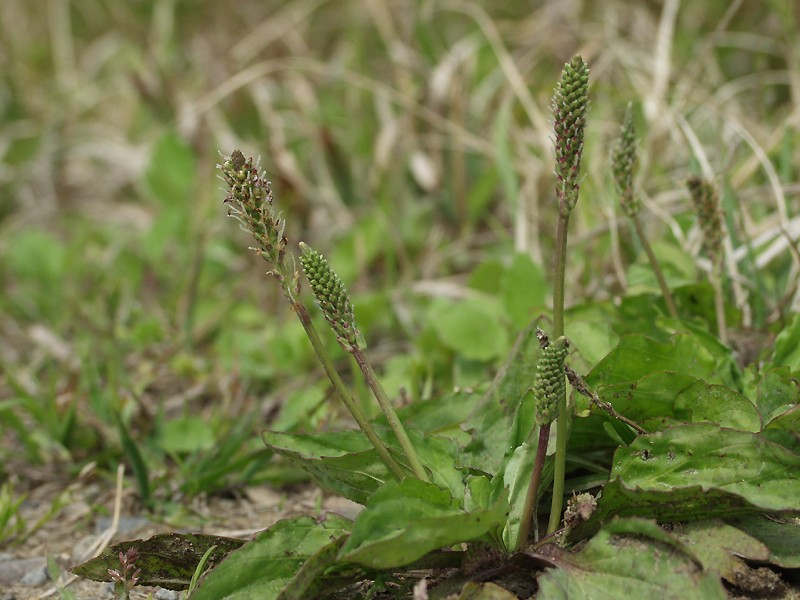
オオバコ・典型的な雑草の一つ。
踏みつけに対する抵抗が特に強い。

雑草（ざっそう）の定義は主に社会学的なものと生物学的なものに分けられる。
社会学的な考えでは、農耕地などで作物以外の、人の意図にかかわらず自然に繁殖する植物、景観を損ねる所に生える人に望まれない植物など、間接的、直接的に損害を与える所に生える植物のことを指す場合が多い。社会学的な雑草の定義は個々の人間の主観、価値観により変わり、どの種が雑草であるかの定義も人それぞれである。
生物学的定義では雑草とは「土壌攪乱に対応した植物を指す」とされ、種子が不良な温度変化、湿度変化に耐え、休眠状態で死滅せずに土壌中に深くに保存され、その後に耕しなどの人為要因や、降雨降雪などの自然要因により土壌が攪乱され、種子が土壌表層に持ち上げられ自然に発芽し育った、その場に生える植物のことを指す。 生物学において人里や河川敷に自然に生える植物は雑草と定義される（その他、狭義の定義については雑草#定義を参照）。通常、草（草本）についていう。雑草を単に草という場合もある（除草、草刈りなど）。

## 概要

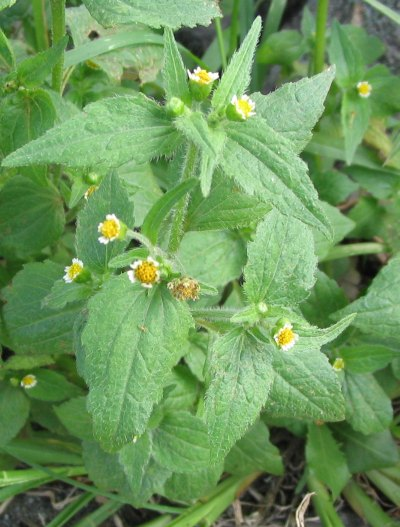
ハキダメギク

特定の分類群を示すものではないが、人の活動、操作によって強く攪乱を受けた空間を生息場所とする点で、共通の生態学的特性を共有することが多い。転じて、重視されないがたくましい存在、悪く言えばしぶとい存在として、比喩に用いられる。
これらは、分類上は多種多様な植物からなる群であるが、シダ植物で雑草と見なされるものはきわめて少ない。裸子植物は皆無である。被子植物でも、イネ科・キク科のものがかなりの部分を占める。これらは、被子植物の中でも進化の進んだグループと見られている。また、帰化植物も多い。これは、人の生活範囲に密着している植物であるがゆえ、ある意味で当然であると言える。また特定の栽培植物には、それに対応する雑草が存在する場合がある。
繁茂状況によって、これらに付随して生息する動物群も存在し、カやハエやその他の昆虫、それらを餌にするクモなどの節足動物・ネズミ等の小型哺乳類・小型の鳥といった小動物が生活する格好の場所を提供する。しかし雑草によって、人間の活動にとって害虫が発生する元にもなる。
日本語では種の名称に、ある種の蔑みを含んだものが用いられることもある。例えば、動物の名前を冠すもの（カラスウリ、カラスノエンドウ、ヘビイチゴ、イヌガラシ、スズメノテッポウ）や、迷惑感を示すもの（ワルナスビ。ただし、これは有毒である）などがある。そのほかハキダメギク（掃溜菊）やヘクソカズラ（屁糞蔓）といった有難からぬ名前を付けられた種もある。これは、人々にとって有用でない、あるいは一般には取るに足らない存在と捉えられていることから名付けられた。
雑草の研究は、雑草の駆除や管理を対象に進められてきた。

## 定義
雑草の定義として、以下のようなものが挙げられている。
1. 農学の立場からみて、「作物に直接または間接的な害をもたらし、その生産を減少させる植物（荒井：1951）」[5]
2. 植物生態学の立場からみて、「人の活動で大きく撹乱された土地に自然に発生・生育する植物（ハーパー：1944）」[5]
3. 一般人の立場からみて、「人々の身の回りに自生する草」（人里植物）[9]。
4. アメリカ雑草学会「人類の活動と幸福・繁栄に対して，これに逆らったりこれを妨害したりするすべての植物」[10]。

このうちの1だけを雑草と見なす考え方もある。

## 分類
雑草は、自生地によって以下のように分類できる。
- 水田、畑、果樹園、庭園、芝生など、人がある特定の植物の育成を目指している場所へ、人の意図に反して勝手に侵入し、成長、繁殖する植物(農耕地雑草)。繁殖が激しく、ねらいとする植物の育成に邪魔になる場合、集中的に駆除（除草、草刈り）の対象になる。また、牧草地に繁殖する家畜にとって有害となる植物。
- 運動場、駐車場、道路周辺など、人がいかなる植物の育成をも認めていない場所へ勝手に侵入し、成長、繁殖する植物(非農耕地雑草)。すべて、定期的に駆除されることがある。

水田の場合、イネの成長の間は雑草は駆除の対象となるが、稲刈りから次の春までは、雑草は比較的放置される。ここには水田雑草とよばれる特殊な植物群が存在する。
海藻を食べる文化の少ない欧米では、これらの海藻も海の雑草（Seaweeds）と一括りにして呼び習わしている。日本では、ワカメ・コンブ・モズクなどの海藻については食用とするため雑草と呼ぶことはない。

## 環境の特性
環境に共通する特徴は、極めて人為的撹乱を激しく受ける場所だということである。運動場や道路脇では、まず、強い日照、水不足、土壌の少なさと乏しい肥料分、埃や煤煙、それに踏みつけがあり、その上に少なくとも数か月ごとに草刈りが行われる。
畑や庭園では、水や土壌などの点では植物の生活に適しているが、土壌は定期的に撹拌され、草刈りの手入れは、もっと頻繁に行われる。したがって、このような環境で生活を営み続けられるのは、その生活に強く適応した植物であり、雑草の多くは、人家周辺でのみ生活しているものである。このような植物は、自然の保存された山野では見られず、例えば人が道を作ると、必ず出現する。
木本では、まずこの生育は維持できない。世代時間が長すぎるため、また、材に資源を投入しても刈り入れによって無駄になるからである。ノイバラなど、それに近い生育を送るものがあるが、それらは地下にかなりの栄養を持ち、刈り取られても、すぐに地上部を再生させる。

## 周辺
人類の住む環境には、たとえば堤防のように、常に人々の手が入るわけではないが、定期的に草刈りがなされたり火入れが行われたりする環境もある。そこに生える植物は、人里植物(広義の雑草)といわれる。全く人手の入らない環境とは異なったものが出現しがちで、それらには雑草と共通する性質が見られる場合もある。里山は、さらに人々の働きかけの少ない環境ながら、やはり人々の影響下にある自然である。

## 生活能力

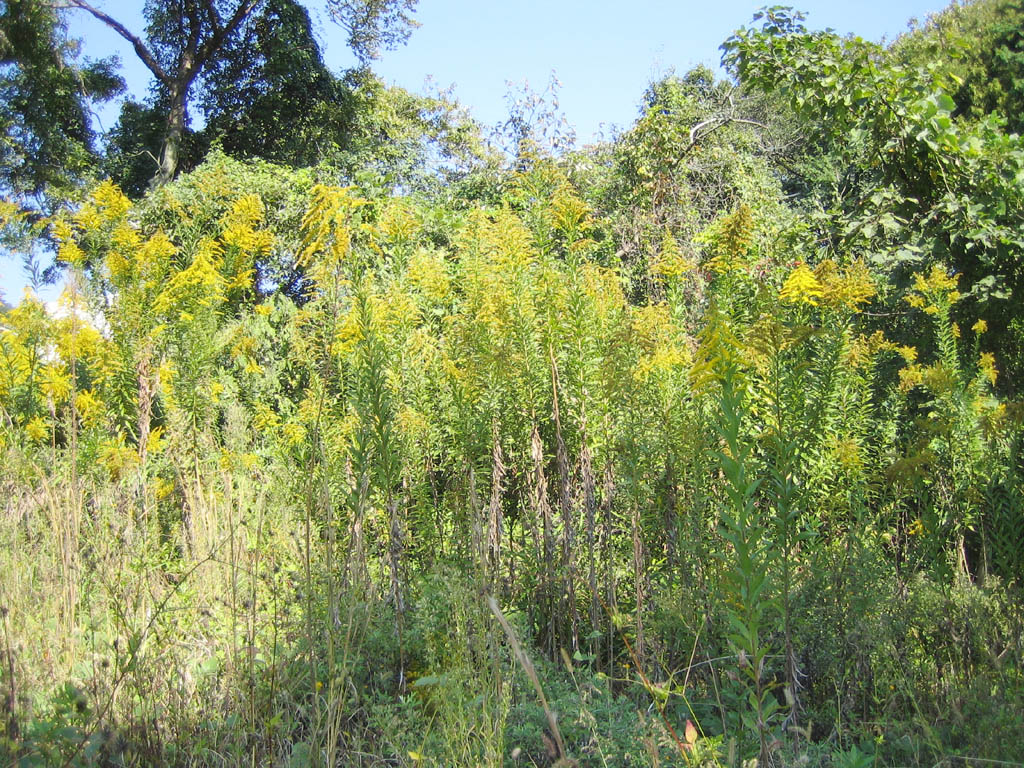
セイタカアワダチソウ

雑草のすむ過酷な生活環境を乗り切るには、特殊な能力が必要である。それぞれの種は、それなりの方法で乗り切る仕組みをもっている。
代表的なのは、次のような能力である。
踏みつけに対する耐性
オオバコ、ギョウギシバなど、踏みつけに対して特に耐久力をもつものは、運動場や道路脇など、特に踏まれることの多い場所を専有する場合がある。
強い繁殖力
スギナ、ドクダミ、チガヤ、セイタカアワダチソウ、カヤツリグサなどは地下茎をもち、地下を広がりながら無性生殖で個体数を増やすだけでなく、種子でも繁殖する。それ以外にも多くの雑草は、小さな種子や栄養繁殖子を多数つける。
一世代の時間や成長に融通が利く
条件が悪ければ、小さな個体のまま、花をつけ、種子を作るものがある。ホウキギクやヒメムカシヨモギは、普通に育てば1mを越えるが、10cmにも満たない株が花をつけることがある。これは、カラスムギやイヌムギでもみられる。
休眠に適する構造
種子や根茎など、休眠に適する構造を持ち、条件が悪い時期をこれで乗り越える。そうして、好適な条件になると発芽するのだが、この時に、全部が発芽せず、休眠を続けるものが一定数残ることがいくつかの植物で知られている。これは、条件が良くて発芽しても、すぐに駆除される危険があるため、それでも休眠しているものを残すことで、全滅の危険を避ける適応であると考えられている。
作物への擬態
田畑など耕地に発生するものでは、作物に擬態するものがある。擬態随伴雑草タイヌビエは、水田でイネの間に生え、イネによく似た株の形を示し、イネと同じくらいの背の高さで、同じ頃に結実し、小さな種子を稲刈りの前に散布して、駆除の目を潜りぬけ、水田の管理に沿って世代を繰り返す。苗のころには、タイヌビエはイネと見分けるのが難しいが、イネにはある葉の付け根の薄い膜がないので、熟練した農民は識別する。イヌビエの仲間ではヒメタイヌビエがイネに擬態するが、タイヌビエほど顕著ではない。また、ライムギやエンバクのように、擬態を推し進めているうちに、本物の穀物になったものもいる。こういった栽培化された雑草は、劣悪な環境の田畑で生息しているうちに、環境に適応できなくなって絶えた本来の作物に取って代わり、有用性に気付いた人間によって利用されるようになったと考えられている。
刈り取りなど
刈り取りを行われ、その土地の植物が無くなった時に、強い日照を得たときに芽吹いて来るパイオニアプランツと云われるタケニグサ等。

## 雑草防除

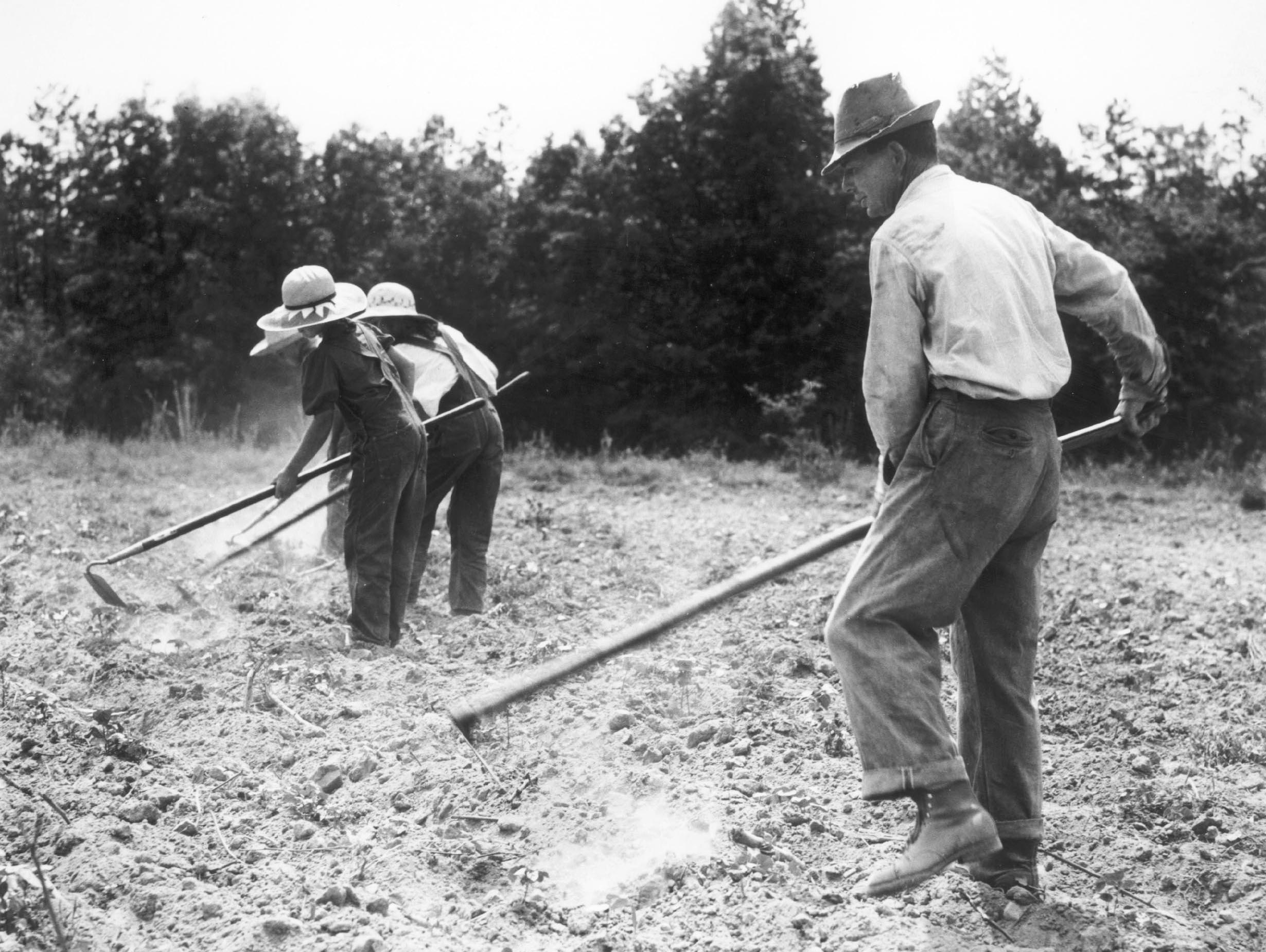
クワで畑の草を埋め込む作業。除草、すき込む、草引き、草取りなどともいう。

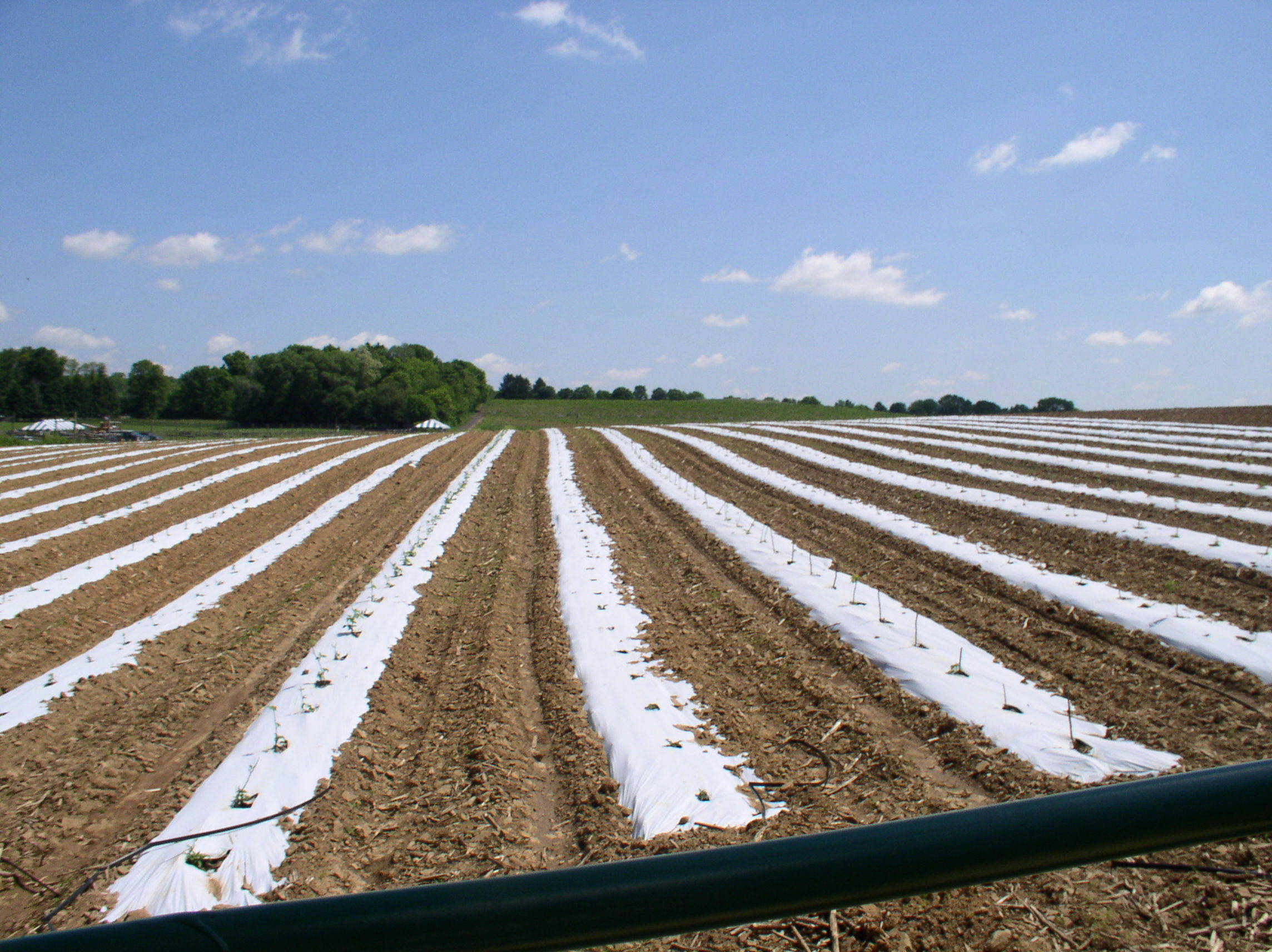
マルチシートによって、作物周りに草が生えないようにしている。

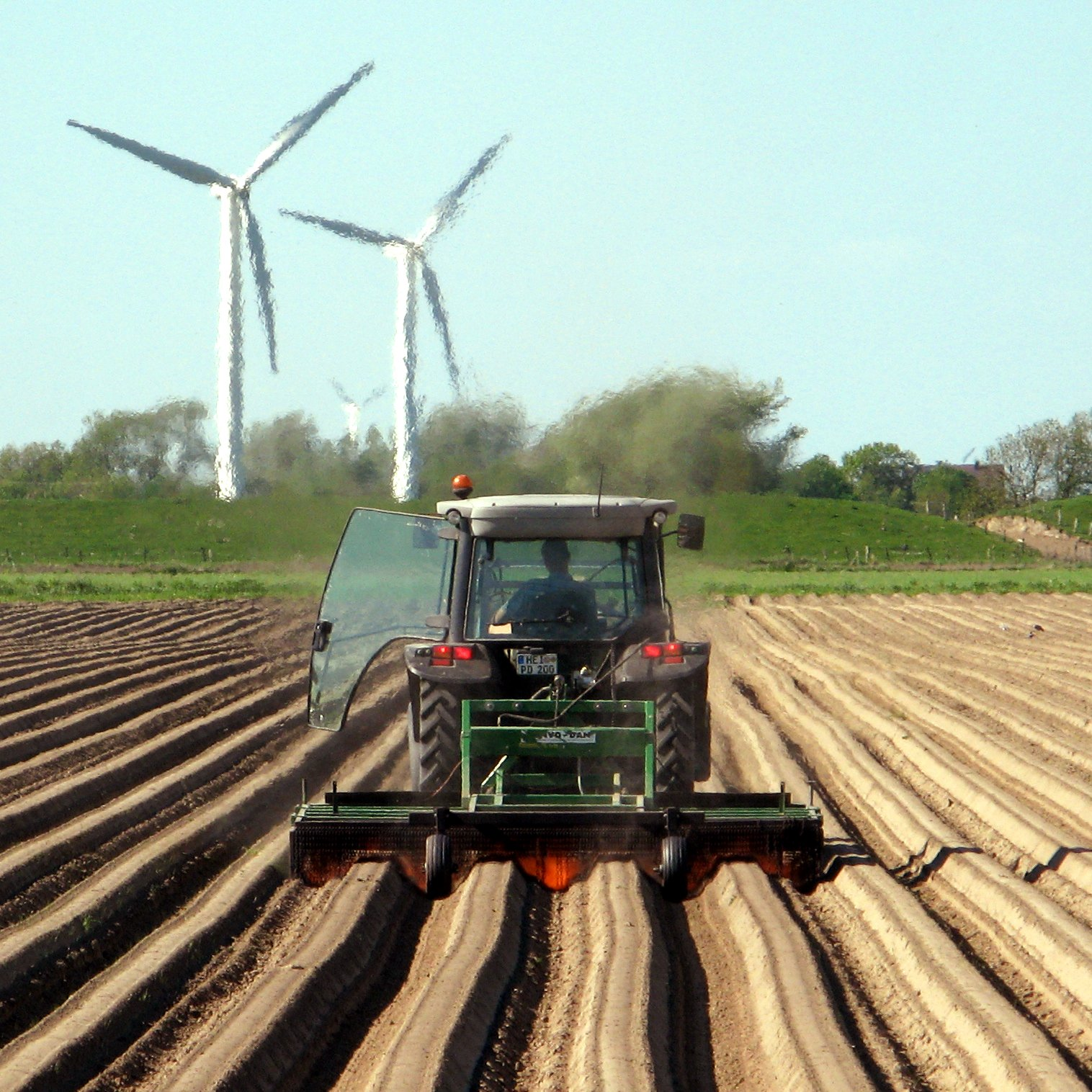
バーナーで草が生えないようにしている様子

農作物の耕作を行う際には、雑草が原因で収穫量が減少し、収益が低下してしまうどころか、農業害虫の発生源で、放置すれば壊滅的な被害をもたらすため、雑草の防除を定期的に行う。雑草の防除方法には草刈りの他にも、除草剤を使って効率的に除草したり、防草ブロックや防草シートを用いて、雑草が生える事を抑える方法がある。また焼畑農業や蒸気土壌消毒などの熱処理を行うことで殺菌・除草を行う場合もある。
除草機と呼ばれるものとして、人力中耕除草機、畜力・動力用カルチベータ、除草ハロー、ウィーダ、培土機、間引機などがある。
1950年代以降は除草剤が普及したことにより一般的ではなくなったが、ガチョウが畑の除草を行った。また、ヤギ、豚などによる採食・踏み倒しなどによる除草を行う例がある。
また、ヒガンバナなどが持つ他の植物の生長を抑制する化学物質散布能力アレロパシーを利用する場合もある。
作物より先にイネ科雑草を繁茂させてから非選択性の除草剤をまくStale seed bedという手法が、2014年では約80％の経営体で用いられている。
雑草側の戦略
人間が雑草の除去を行うのに対して、雑草側も対抗する戦略を構築する。
- ヴァヴィロフ型擬態 ‐ 育てている作物に似せた形態になる植物の擬態（英語版）
- 農薬への耐性[13]。

## 絶滅危惧
耕地雑草の中には、除草剤などの近代化によって絶滅が危惧される種も存在する。そのため、ドイツなどの一部の国は、耕作地の周りに緑地帯を設け、絶滅危惧種の雑草の保護と多様性の確保のための活動が行われる。

## 研究機関・学会
- ヨーロッパ雑草学会[25]
- アメリカ雑草学会[26]
- 日本雑草学会[27]
- 宇都宮大学雑草科学研究センター[28]

## 文化
- 創世記の3章17-19節に、禁断の果実の実を食べた呪いから、茨とあざみが生えて、糧を得るのに苦労するようになったとする記述がある。ほかにも、キリスト教の聖書には茨とあざみに関する記述は数多い。
- 一部の戦国武将では、生命力のつよい雑草を家紋に取り入れた。カタバミ(片喰紋)、オモダカ（沢瀉紋）、ナズナ（薺紋）、そして徳川家の三つ葉葵のモデルであるフタバアオイなどである[29]。

関連発言
- 「雑草という植物は存在しない」 - 牧野富太郎の言葉。どんな草にも名前や役割はあり、人々の都合で邪険に扱うような呼び方をすべきではない、という意味。昭和天皇もまた「雑草ということはない」として同様の趣旨を語ったと侍従だった田中直が紹介している。しかし、繁殖力が強く、他の植物の害となりやすい外来種は、自ら草抜きした[30]。
- 「ヨーロッパには雑草がない」- 和辻哲郎が著書『風土』で、ヨーロッパへの船の上である生物学者から聞いた話として、記している[10]。この発言は、三浦励一によって誤解が含まれていると指摘されている。
- 「雑草魂」 - プロ野球投手の上原浩治が自らを例えた言葉。1999年度新語・流行語大賞を受賞した[31]。同様の言葉に同じくプロ野球投手だった鈴木啓示の「草魂」がある。